# Cimetière de Lowell
Le cimetière de Lowell est un cimetière situé à Lowell, au Massachusetts. Créé en 1841 et situé sur les rives de la rivière Concord, le cimetière est l'un des plus vieux cimetières paysagers des États-Unis, inspiré par le cimetière de Mount Auburn à Cambridge, au Massachusetts. Beaucoup de riches industriels de Lowell y sont enterrés, sous des pierres tombales de style victorien. Une partie de 73 acres (30 ha) du cimetière de 84 acres (34 ha) est inscrite sur le Registre national des lieux historiques en 1998.

## Description et histoire
Le cimetière est situé dans le centre-est de la ville, à peu près délimité au nord par le parc de fort Hill, à l'est par le parc de Shedd, au sud par la voie ferrée, et à l'ouest par la rivière Concord, à partir de laquelle il est séparé par la Lawrence Street, où sa porte principale historique est située. Il occupe 84 hectares de terrain, dont une grande partie a été développée. La porte principale est une structure monumentale de granit conçue par C. W. Painter et construite en 1862. Il y a un portail secondaire sur la Knapp Avenue de l'angle nord-est du cimetière, qui a été ajouté en 1905. Il y a deux bâtiments dans le cimetière : la chapelle commémorative Talbot (1885) et le bureau du surintendant (1887), tous deux étant des structures néo-gothiques conçue par l'architecte de Boston Frederick Stickney.
Des routes dans le cimetière ont été aménagées pour profiter de la pente naturelle du terrain, fournissant de temps en temps des panoramiques. La route principale de circulation, la Washington Avenue, entoure presque la propriété, avec plusieurs routes donnant accès aux zones centrales. Le cimetière est aménagé en 1841 par George P. Worcester, un ingénieur en génie civil, en appliquant des principes du mouvement des cimetières paysagers qui est alors en vogue. Le cimetière a une grande variété d'art funéraire dans des styles différents, du style victorien à la renaissance égyptienne et à l'art déco. De nombreuses personnalités de Lowell des XIXe et XXe siècles y sont enterrées.

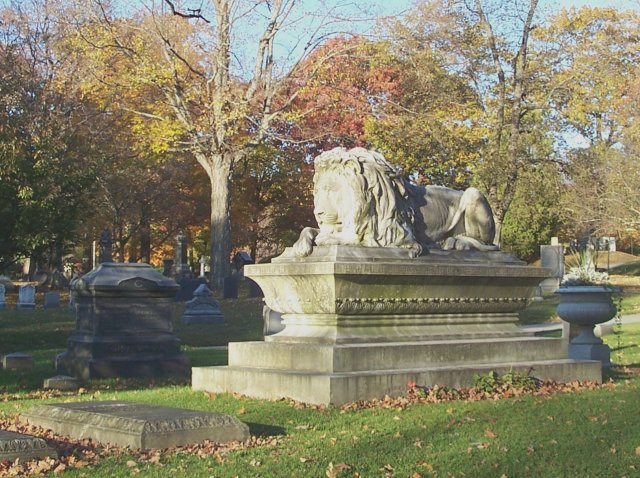
Ayer Lion,tombe du Dr James Cook Ayer, magnat des brevets de médecine.

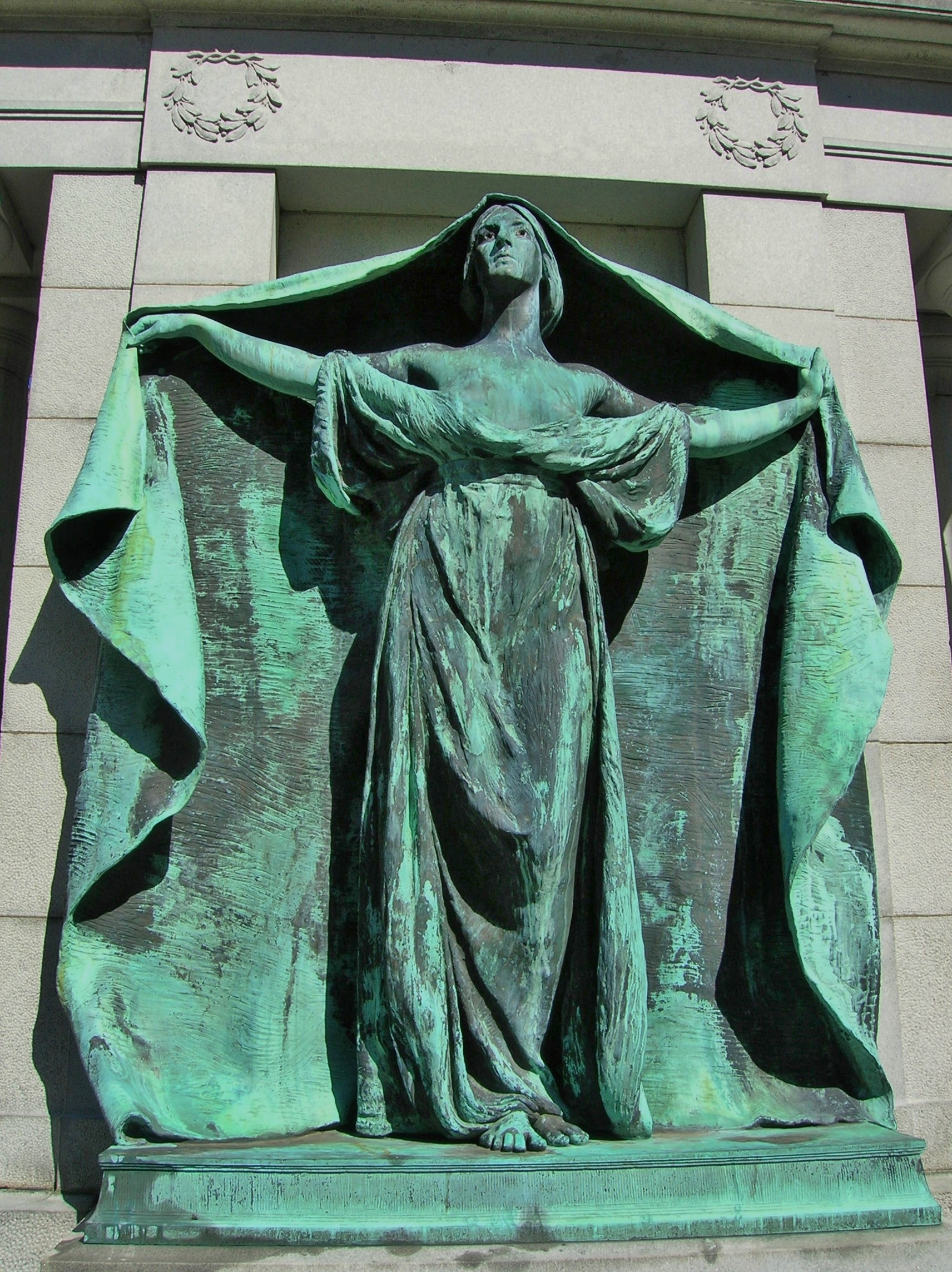
Bonney Memorial (1898), Francis Edwin Elwell, sculpteur ; Henry Bacon, architecte.

## Sépultures notables
- Henry Livermore Abbott, brigadier général breveté dans l'armée de l'Union pendant la guerre de Sécession
- Charles Herbert Allen, membre du Congrès et premier gouverneur civil des États-Unis de Puerto Rico
- Frederic Ayer, industriel et cofondateur de l'American Woolen Company
- James Cook Ayer, magnat des brevets de médecine
- Benjamin Dean, membre du Congrès
- James B. Francis, ingénieur en chef de Proprietors of Locks and Canals
- Frederic T. Greenhalge, membre du Congrès et gouverneur du Massachusetts
- Chauncey Langdon Knapp, membre du Congrès
- John Locke, membre du Congrès
- John Jacob Rogers, membre du Congrès
- Edith Nourse Rogers, membre du Congrès
- Augustin Thompson, inventeur du Moxie
- Paul Tsongas, sénateur des États-Unis
- Tappan Wentworth, membre du Congrès
- Robert Leighton, propriétaire de Norcross et Leighton

## Galerie

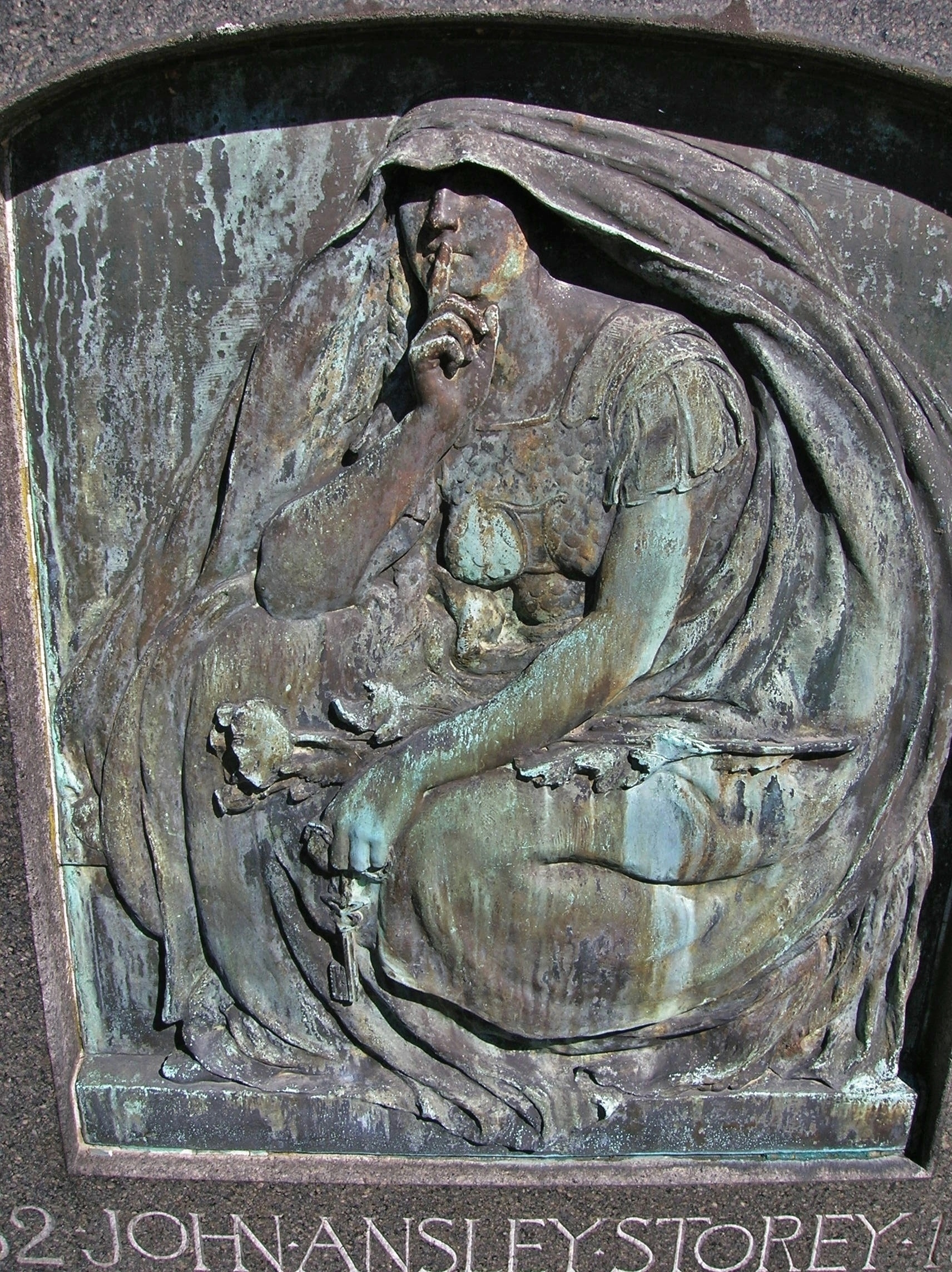
Étages Memorial (1905), Evelyn Beatrice Longman, sculpteur.
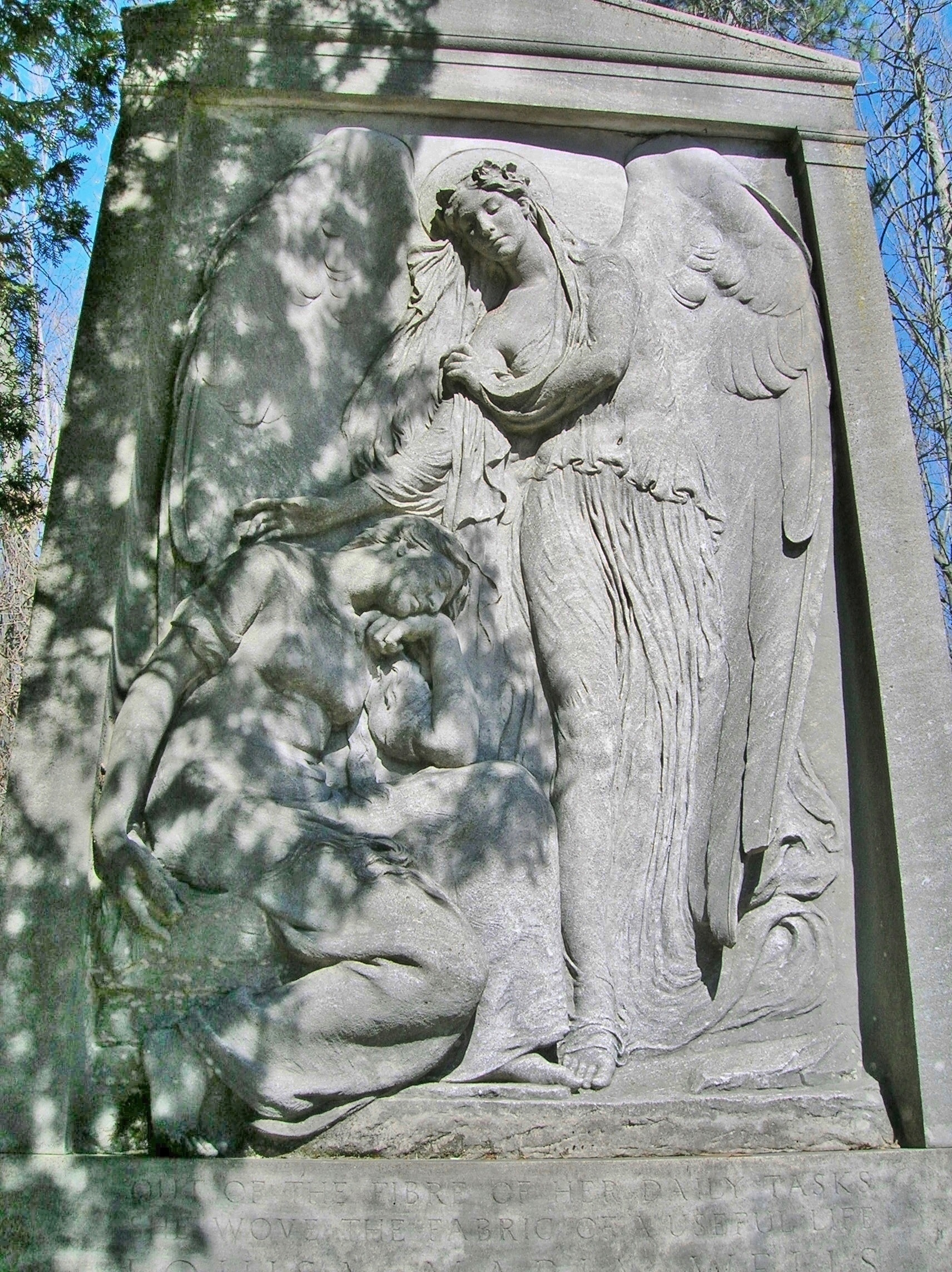
Moulin Fille Monument à Louisa Maria Puits (1906), Evelyn Beatrice Longman, sculpteur.
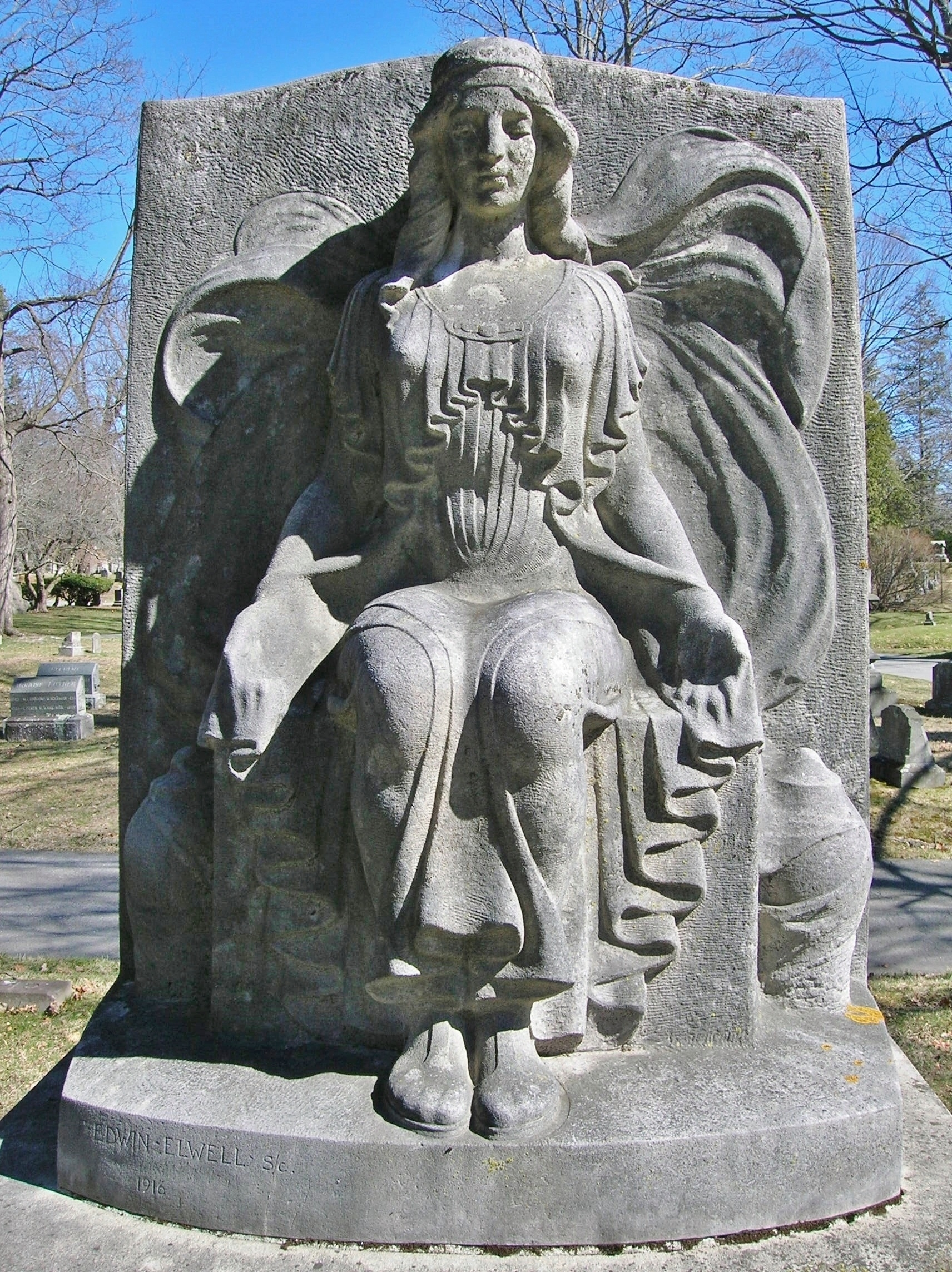
Femme assise Monument (1916), Francis Edwin Elwell, sculpteur.